# 폼 (음식)
폼(네덜란드어: pom)은 수리남의 오븐 요리이다. 간 아메리카토란에 닭고기 등 고기와 소스, 오렌지 즙 등을 곁들여 오븐에서 구워 낸 음식으로, 네덜란드에서도 인기가 많다. 수리남의 국민 음식이기도 하다.
스껄
어원은 "감자"를 뜻하는 프랑스어 "폼 드 테르(pomme de terre)"일 것으로 추정된다.

## 역사
포르투갈계 유대인을 통해 소개된 감자 요리였으며, 수리남에서 자라지 않는 감자가 아메리카토란으로 대체되었다.

## 만들기
고기로는 보통 닭고기가 사용되며, 다진 마늘, 소금, 후추, 육두구 등으로 양념해 굽거나 튀긴 다음 소스로 끓인다. 소스를 만들 때는 양파를 볶다가 다진 마늘, 다진 셀러리, 다진 피칼릴리, 토마토를 넣어 함께 볶고, 굽거나 튀긴 닭고기와 토마토 페이스트나 퓌레, 설탕, 오렌지 즙 등을 넣고 물을 부어 끓인다. 아메리카토란은 갈아서 쓰거나 갈린 것을 사서 쓴다. 만들어둔 소스와 오렌지 즙을 약간 섞어, 버터 바른 오븐 용기에 잘 펴 담은 다음, 닭고기를 올리고 소스를 한 겹 올린다. 그 위에 다시 토란 층을 쌓고, 소스와 버터 조각을 올린 뒤 오븐에서 구워 낸다.

## 같이 보기
- 캐서롤